# パーメンジュール
パーメンジュール (permendur) は、鉄とコバルトを1対1の割合で混ぜた合金である。
実用化された軟磁性材料の中で最大の飽和磁束密度を持つことから、電磁石の鉄芯や励磁型のスピーカー、電子顕微鏡の磁界レンズ、ドットプリンターヘッド、人工心臓用平板状リニアパルスモータ等に用いられる。
730 ℃付近からの冷却速度が遅いと、規則化によって著しく脆くなる。
組成例（重量%）は、Fe-49Co-2V , Fe-20Co-V